# فدریکو ریکا
فدریکو ریکا (انگلیسی: Federico Ricca؛ زادهٔ ۱ دسامبر ۱۹۹۴) بازیکن فوتبال اهل اروگوئه است که در پست مدافع میانی یا دفاع چپ برای باشگاه اود-هورلی لوون در لیگ برتر فوتبال بلژیک بازی می‌کند.
وی همچنین در تیم‌های ملی فوتبال زیر ۲۳ سال اروگوئه و اروگوئه بازی کرده‌است.
وی در مسابقات کشوری و بین‌المللی در مجموع برندهٔ ۱ مدال طلا شده‌است.